# Burg Pfarrköpfchen
Bei der Burg Pfarrköpfchen handelt es sich um die Alte Stromburg, die Ruine einer Höhenburg gelegen auf dem Pfarrköpfchen, einem schmalen Bergsporn nordöstlich der Altstadt der Stadt Stromberg im Hunsrück am Rande des Soonwalds im Landkreis Bad Kreuznach, Rheinland-Pfalz.

## Geschichte
Mit der Ausgrabung der bis dahin unbekannten Burg auf dem Pfarrköpfchen durch das Landesamt für Denkmalpflege in Mainz von 1984 – 1988 gibt es in der Geschichte und im Herrschaftsbereich der Stadt Stromberg und ihrer Stromburg zwei Burgstandorte. Die Auswertung der Keramik ergab für die Burg auf dem Pfarrköpfchen eine Nutzung der Hauptburg von der Mitte des 11. Jh. bis um 1200. Sie ist demnach die Stromburg, die in den Urkunden des 11. und 12. Jh. vorkommt, während die heutige Stromburg auf dem Schlossberg als deren Nachfolgerin anzusehen ist.
Eine erste sichere Erwähnung der Stromburg findet sich in einer Urkunde des Mainzer Erzbischofs Ruthard von 1090, in der ein Graf Bertholfus comes de Strumburc als Zeuge erscheint. Eine bisher stets als Erstbeleg angeführte Nennung eines Bertold von Stromburg zu 1056 beruht auf Fälschungen. Direkt auf die Burg bezieht sich das Protestschreiben Kaiser Heinrich V. an die Mainzer Bevölkerung über die Zerstörung „unserer“ Stromburg im Jahr 1116 durch den Mainzer Erzbischof Adalbert von Saarbrücken. Sie war demnach Reichsburg.
Nach dem Befund der Ausgrabung wurde die Stromburg auf dem Pfarrköpfchen im Rahmen einer Burgenverlagerung spätestens zum Beginn des 13. Jh. aufgelassen und auf dem gegenüber gelegenen Schlossberg neu errichtet. Deren Existenz datiert sicher in das Jahr 1242. Die bereits systematisch bis auf die Grundmauern abgetragene Burg auf dem Pfarrköpfchen fand noch einmal eine Erwähnung im Zusammenhang mit einem Lehen der Pfalzgrafen am Rhein: 1353 mit „… alte Burg zu Stromberg“ und 1401 mit „… daz man nennt die Alten Burg“. Danach geriet sie in Vergessenheit. Die noch sichtbaren Mauerreste hielt man bis zu Ausgrabung in den 1980er Jahren für römerzeitlich.
Durch die frühe Aufgabe der Alten Stromburg geben die heute gesicherten Mauerreste eine unveränderte Burg der Salier- und frühen Stauferzeit wieder.

## Anlage
Die hochmittelalterliche Burganlage erstreckt sich in westöstlicher Richtung über den schmalen Bergsporn des Pfarrköpfchens. Sie gliedert sich in eine Hauptburg auf dem schmalen Gipfelplateau (obere Ebene) und eine auf der Südseite in Terrassen angesetzte Vorburg, mit der Burgkapelle (mittlere Ebene) und einem langgestreckten Gebäude entlang der Südseite (untere Ebene). Durch den Straßenbau wurden die ursprünglichen Geländeverhältnisse stark verändert. Die mittlere Ebene existiert im Burgbereich nur noch mit der Kapelle. Sie betrat man ursprünglich ebenerdig. Durch einen im 19. Jahrhundert betriebenen Kalksteinbruch ist das westliche Ende der Burg zu etwa einem Drittel verloren gegangen. Über die Klippen des Steinbruchs haben sich im Nordwesten noch Reste eines weiteren Gebäudes erhalten.
Hauptburg
Die Hauptburg auf der Kuppe des nach allen Seiten stark abfallenden Gipfelplateaus des Pfarrköpfchens ist der älteste Teil der Burganlage. Sie besteht aus einem einzigen mächtigen Gebäude vom Bautyp „Festes Haus“. Der Bau wurde im Osten mit einer integrierten bugförmigen Spitze abgeschlossen, die vom restlichen Teil des Gebäudes durch eine ca. 1,4 m breite Quermauer abgetrennt ist. Sie ermöglichte einen turmartigen Ausbau der Spitze. Einschließlich der Spitze ist das Gebäude bis zur Abbruchkante des Steinbruchs im Westen im Inneren noch 27 m lang und etwa 8 m breit, dass Mauerwerk über 2 m stark (!). Alle Mauerzüge sind miteinander verzahnt, stammen also alle aus einer Bauphase. Lediglich die in nordöstlicher Richtung (exakt zur Angriffsseite) versetzt angebrachte zweite Spitze als Verstärkung und Anpassung an die Geländeverhältnissen, ist jüngeren Datums. Der Bau diente nicht nur Wohn- und Repräsentationszwecken, sondern beherbergte auch eine Küche, eine Schmiede und ein Pferdestall. Die starken Mauerzüge und die „spitzwinklige Front“, die zu den ältesten Beispielen für diese Bauform zählt, zeugen von einem starken Schutzbedürfnis des Bauherrn.
Burgkapelle
Von herausragender Bedeutung ist die in einer zweiten Bauphase an die Südostecke der Hauptburg angesetzte romanische Kapelle. In die mit 7 × 6,5 m im Inneren relativ kleine Kapelle sind vier quadratische Säulen mit einer Seitenlänge von 0,7 m eingestellt, die das Kapellenschiff in 9 Felder (Joche) teilen. Sie ergeben einen sogenannten Vierstützenraum. Im mittleren nur 2 m² größten Joch war ein prächtiges Rosettenmosaik verlegt, welches man heute restauriert im Heimatmuseum der Stadt Stromberg besichtigen kann. Der Rest des Fußbodens der Kapelle war mit römischen Ziegeln (Spolien) bedeckt. Die nach Osten angesetzte Apsis ist fast so breit wie das Kapellenschiff.
Mit ihrem Grundriss und einer anzunehmenden baugleichen Kapelle im nicht mehr vorhandenen Obergeschoss kann sie bautypologisch den Vierstützen-Doppelkapellen zugeordnet werden, vergleichbar den Kapellen der Reichsburgen in Nürnberg und Eger (heute Cheb, Tschechoslowakei). Charakteristisch für eine solche ist die Betonung des mittleren Jochs, das nach oben hin offen war und eine räumliche Verbindung (Raumschacht) zwischen Ober- und Unterkapelle herstellte, hier noch verstärkt durch das Rosettenmosaik, welches man oben herab betrachten konnte. Wegen der platzbedingt nur geringen Größe des Kapellenschiffs konnte die Kapelle der Alten Stromburg keine klassische voll ausgeprägte Vertreterin dieses Kapellentyps gewesen sein. Zudem lassen die nur bis 2,4 m hoch erhaltenen Mauerzüge keine Aussagen mehr über die Gestaltung der Kapelle im Aufgehenden zu. Mit dem Vierstützenraum und der Betonung der Mitte durch das Rosettenmosaik ist sie jedoch in der „Tradition“ der Vierstützen-Doppelkapellen zu sehen.

## Weblink
- Alte Stromburg – Offizielle Homepage